# Phlogophora lignosa
Phlogophora lignosa är en fjärilsart som beskrevs av Holloway 1976. Phlogophora lignosa ingår i släktet Phlogophora och familjen nattflyn. Inga underarter finns listade i Catalogue of Life.